# Evangelische Kirche Vorchdorf
Die Evangelische Kirche Vorchdorf in der Marktgemeinde Vorchdorf in Oberösterreich stammt aus den Jahren 1955–1959. Die Evangelische Tochtergemeinde A.B. Vorchdorf ist in den Seelsorgeraum der Evangelischen Pfarrkirche Stadl-Paura eingegliedert. Die Pfarrgemeinde ist Teil der Evangelischen Kirche A.B. in Österreich und gehört zur Evangelischen Superintendentur Oberösterreich. Die Kirche von Vorchdorf wird auch Heilandskirche genannt.

## Die evangelische Kirche
Die Kirche wurde ab 1955 in vierjähriger Gemeinschaftsarbeit der evangelischen Bevölkerung erbaut. Am 15. November 1959 konnte die Heilandskirche durch Superintendenten Wilhelm Mensing-Braun eingeweiht werden. 1961 beschaffte der erste Kurator das Geläut. Aus Düsseldorf kam eine Orgel als Geschenk, die 1968/69 aufgestellt und ergänzt wurde. In den 1980er Jahren errichtete die Pfarre einen Zubau mit Gemeindesaal und Gruppenräumen.
Der Kirchenraum bietet mit seinen 14 Bankreihen und der Empore rund 300 Personen Platz. Der 11 Meter Hohe Kirchturm hat drei Glocken. Für die Planung zeichnete der Linzer Architekt Taferner verantwortlich.

## Geschichte der evangelischen Gemeinde
Während viele Dörfer und Städte durch ihre evangelischen Standesherren in der Reformationszeit protestantisch geworden waren, blieb Vorchdorf als Stiftspfarre überwiegend katholisch. In den 1750er Jahren wurden noch rund 20 Personen auf Grund ihres evangelischen Glaubens nach Siebenbürgen verschickt. Das durch Kaiser Joseph II. erlassene Toleranzpatent von 1781 erlaubte die Wiedererrichtung evangelischer Pfarrgemeinden in den habsburgischen Landen. Im heutigen Österreich wurden bis 1795 insgesamt 48 Toleranzgemeinden geschaffen. Im Raum Vorchdorf waren zu dieser Zeit kaum mehr Protestanten. Rund 160 Jahre später, um 1940, gab es überhaupt nur mehr eine evangelische Familie in Vorchdorf.
Im November 1944 kam eine Anzahl von (evangelischen) Kriegsflüchtlingen nach Vorchdorf, sie stammten alle aus dem Dekanat Bistritz in Nord-Siebenbürgen. Nach Kriegsende begannen diese mit der Erbauung von Eigenheimen, so entstand eine Siedlung von rund 40 Häusern. 1955 wurde der Kirchenbauverein gegründet. Bei der oberösterreichweiten Bausteinaktion beteiligten sich auch die katholischen Ortsbewohner mit großzügigen Spenden. Mit einer finanziellen Hilfe des Gustav-Adolf-Werkes konnte die Kirche 1959 fertiggestellt werden.
Ursprünglich war Vorchdorf eine Predigtstelle der Evangelischen Pfarrkirche Gmunden. Am 25. Dezember 1962 erfolgte die Erhebung zur Evangelischen Tochtergemeinde. Im Juli 1970 wurde die Tochtergemeinde Vorchdorf aus der Pfarre Gmunden ausgegliedert und in die Evangelische Pfarrgemeinde Stadt-Paura eingegliedert. Stadl-Paura war bis zur Pfarrerhebung, ebenfalls 1970, selbst eine Tochtergemeinde der Evangelischen Pfarrkirche Wels.

## Demographische Besonderheit im Bezirk Gmunden
Der Bezirk Gmunden besitzt die höchste Dichte an evangelischen Sakralbauten im Bundesland Oberösterreich. Von den 20 politischen Gemeinden verfügen über die Hälfte über ein evangelisches Kirchengebäude. Es stehen sieben evangelische Kirchen im Gerichtsbezirk Bad Ischl und vier Kirchen im Gerichtsbezirk Gmunden.